# كاريناميبا
كاريناميبا (الاسم العلمي: Carinamoeba) هي جنيس من المتصورة،  تتبع جنس متصورة.